# 貪食沼蝦
貪食沼蝦（學名：Macrobrachium lar），又名過山蝦、金神沼蝦、溪斑節，为長臂蝦科沼蝦屬的小蝦，生活於近海平面的河溪。
貪食沼蝦分佈於中國、琉球群島、臺灣（恆春半島、花東部分溪流），以及印度，從溪流、水庫、湖泊均有分佈。貪食沼蝦外貌與羅氏沼蝦相似，體色較紅，第二步足略長，全長可達17公分，是臺灣最大的淡水蝦類之一。
貪食沼蝦多半在夜間活動，平時藏匿於溪底的岩石縫、水草叢、河堤、壩提底下的縫隙。平時捕捉水棲昆蟲、蚯蚓、淡水魚、蝦類等，生性凶猛，領域性極強。